# Hebetingis
Hebetingis is een geslacht van wantsen uit de familie van de Tingidae (netwantsen). Het geslacht werd voor het eerst wetenschappelijk beschreven door Carl John Drake in 1960.

## Soorten
Het genus bevat de volgende soorten:

- Hebetingis adeia Drake, 1960
- Hebetingis crux Péricart, 1992
- Hebetingis iongai Guilbert, 2006